# Manuel Arriagada
Manuel Jesús Arriagada Pinto (Santiago, 12 de abril de 1925-22 de mayo de 2019) fue un futbolista chileno que jugaba como defensa central. Fue campeón con Universidad Católica en 1949, y defendió la selección chilena en 5 oportunidades.

## Trayectoria
Realizó las inferiores en Magallanes, en donde participó de la inauguración del Estadio Nacional en 1938, cuando desfiló como jugador cadete de los albicelestes. 
En 1944 debutó en primera por Universidad de Chile, y en 1946 llegó a Santiago National. 
En 1949 llegó a Universidad Católica, y ese mismo año, se coronó en el campeonato nacional donde compartió con José Manuel Moreno, quién es considerado como uno de los mejores futbolistas de todos los tiempos. Además cabe señalar que Manuel decide jugar por La Franja a causa de que Moreno integraría el equipo Cruzado de aquel año. 
Finalizó su carrera en Rangers.

## Selección nacional
Fue seleccionado entre 1949 y 1950, y completó 5 encuentros con la Roja.

## Clubes
| Club                 | País  | Año       |
| -------------------- | ----- | --------- |
| Universidad de Chile | Chile | 1944-1945 |
| Santiago National    | Chile | 1946-1948 |
| Universidad Católica | Chile | 1949-1952 |
| Rangers              | Chile | 1953      |

## Palmarés

### Torneos nacionales oficiales
| Título                          | Equipo                    | País  | Año  |
| ------------------------------- | ------------------------- | ----- | ---- |
| Torneo de Consuelo del Apertura | C.D. Universidad Católica | Chile | 1949 |
| Primera División                | C.D. Universidad Católica | Chile | 1949 |